# ケイレブ・クッシング
ケイレブ・クッシング（Caleb Cushing、1800年1月17日 - 1879年1月2日）は、アメリカ合衆国の法律家、政治家、外交官。1853年から1857年までフランクリン・ピアース大統領の下で第23代アメリカ合衆国司法長官を務めた。

## 生い立ちと初期の経歴
1800年1月17日、クッシングはマサチューセッツ州ソールズベリーにおいて誕生した。クッシングの父親は富裕な造船商人ジョン・ニューマーチ・クッシング (John Newmarch Cushing)、母親はニューハンプシャー州出身のリディア・ダウ (Lydia Dow) であった。1802年、クッシングは家族とともにメリマック川を渡り、栄えた港町ニューベリーポートに移り住んだ。クッシングは1813年にハーバード大学に入学し、1817年に卒業した。クッシングは1820年から1821年までハーバード大学で数学の教員として働き、1821年12月にマサチューセッツ州民事訴訟裁判所の職員として採用された。クッシングは1824年にニューベリーポートで弁護士業を開業した。クッシングはニューベリーポートの第一長老派教会に所属した。
1824年11月23日、クッシングは州最高裁判事サミュエル・サムナー・ワイルドの娘カロライン・エリザベス・ワイルド (Caroline Elizabeth Wilde) と結婚した。夫婦の間に子供は生まれず、およそ10年の結婚生活の後にクッシングは妻と死別した。クッシングはその後、再婚をしなかった。

## マサチューセッツ州での政治
クッシングは民主共和党に所属し、1825年にマサチューセッツ州下院議員を、1826年にマサチューセッツ州上院議員を務め、1828年に再びマサチューセッツ州下院議員を務めた。クッシングは1829年から1831年までヨーロッパで過ごした後、1833年と1834年に再びマサチューセッツ州下院議員を務めた。

## アメリカ合衆国下院議員
1834年末、クッシングはホイッグ党から連邦下院議員に選出された。クッシングは1835年から1843年まで4期8年、連邦下院議員を務めた。クッシングは第27議会において下院外交委員会の委員長を務めた。
連邦下院議員時代のクッシングの行動は、その奇異さによって特徴付けられる。ジョン・タイラー政権時代、クッシングはホイッグ党を離党していたが、クッシングはホイッグ党員が提起した法案（関税法など）に賛成した。だがタイラー大統領がそれらの法案に拒否権を発動すると、クッシングはその拒否権を支持する立場に回った。だがその後、クッシングは再び法案支持の立場に回った。1843年、クッシングはタイラー大統領から財務長官に指名された。だが連邦上院は承認を拒否し、代わりにジョン・カンフィールド・スペンサーが財務長官となった。

## 清との外交
1843年末、クッシングはタイラー大統領から清国の駐在弁務官に任命された。クッシングはその後1844年6月に特命全権公使として信任を受け、最終的に1844年8月まで清国担当の外交官を務めた。クッシングは中国との間で交渉を行い、米中間の最初の条約である望厦条約を締結した。またクッシングは弁務官を務めている間、日本との通商航海条約を交渉する権限を与えられた。

## 米墨戦争
1847年、クッシングは再びマサチューセッツ州下院議員となった。クッシングは米墨戦争の人員確保のため、多くの設備に予算を充当する法案を提出した。法案を結果的に否決されたが、クッシングは必要な資金を私的に調達した。クッシングは大佐としてアメリカ陸軍に加わり、メキシコに赴いた。クッシングはその後、義勇兵の准将となった。クッシングは実戦に遭遇せず、沈静化した頃に予備部隊とメキシコシティに入った。
1847年および1848年、民主党はクッシングをマサチューセッツ州知事に指名した。だがクッシングはいずれも投票によって敗北した。クッシングは1851年に再びマサチューセッツ州下院議員を務めた。クッシングはマサチューセッツ州検事総長のポストを依頼されたが、辞退した。クッシングは1851年と1852年にマサチューセッツ州ニューベリーポートの市長を務めた。

## アメリカ合衆国司法長官
クッシングは1852年に、マサチューセッツ州最高裁判所の陪席判事となった。1853年には、南部の主張の支持者として民主党から大統領候補に推された。フランクリン・ピアース政権下では、1853年3月7日から1857年3月3日まで第23代アメリカ合衆国司法長官を務めた。

## 南北戦争
クッシングは1858年、1859年、1862年、および1863年に再びマサチューセッツ州下院議員を務めた。1860年、クッシングはサウスカロライナ州チャールストンおよびメリーランド州ボルチモアで開催された民主党全国委員会で委員長を務めた。クッシングはその後、正規の全国委員会から離脱した。そして同じく正規の全国委員会から離脱した代表らと新たな委員会を組織し、委員長を務めた。離脱した代表による委員会は、ジョン・ブレッキンリッジを大統領候補として擁立した。同じく1860年、ジェームズ・ブキャナン大統領は、サウスカロライナ州の連邦離脱論者に対する密使としてクッシングを派遣した。
クッシングは州権論者であり奴隷制度の廃止に反対の立場であったが、南北戦争中は北部合衆国を支持した。クッシングはその後アンドリュー・ジョンソン大統領から、連邦議会の法律を改定し成文化するための委員に任命された。クッシングは1866年から1870年まで法改定委員を務めた。

## 南北戦争後
1868年、クッシングは駐コロンビア弁理公使ピーター・サリヴァンに協力するため、ボゴタに派遣された。クッシングはパナマ地峡を横断する船舶用運河の通行権条約について交渉を行った。
1871年、クッシングはユリシーズ・グラント大統領の要請により、アラバマ要求解決のための顧問の1人に指名された。クッシングは1871年から1872年にかけてジュネーヴ仲裁裁判所に派遣され、アラバマ要求の解決に当たった。
1874年1月9日、ユリシーズ・グラント大統領はクッシングをアメリカ合衆国首席裁判官に任命した。クッシングは優れた学識を有し、弁護士として著名であった。だが連邦上院の多くの議員は、クッシングが時折見せた言行不一致に不信感を示した。そのためクッシングは強い反発を浴び、1874年1月13日にクッシングの指名は撤回された。

## コロンビアとの外交
クッシングは1874年1月6日に駐スペイン特命全権公使として指名を受けた。クッシングは1874年5月30日に信任状を奉呈し、1877年4月9日まで公使職を務めた。クッシングはバージニアス号事件をめぐるスペインとの緊張状態を緩和した。

## 晩年
1878年7月、クッシングは丹毒に罹患して高熱を発した。1879年1月2日、マサチューセッツ州ニューベリーポートで死去した。遺体はニューベリーポート市内のハイランド墓地に埋葬された。

## 著作物
- History and Present State of the Town of Newburyport, Mass. (1826)
- Review of the late Revolution in France (1833)
- Reminiscences of Spain (1833)
- Oration on the Growth and Territorial Progress of the United States (1839)
- Life and Public Services of William H. Harrison (1840)
- The Treaty of Washington (1873)

## 関連図書
- John M. Belohlavek. Broken Glass: Caleb Cushing & the Shattering of the Union (2005)
- Fuess, Claude M. The Life of Caleb Cushing, New York: Harcourt, Brace and Co., 1923. (2 vols.)
- Kuo, Ping Chia. "Caleb Cushing and the Treaty of Wanghia, 1844." The Journal of Modern History 5, no. 1 (1933): 34-54. Available through JSTOR.